# Guillaume Des Marez
Guillaume Des Marez (Kortrijk, 15 augustus 1870 - Elsene, 2 november 1931) was een Belgisch historicus. Hij was stadarchivaris van de stad Brussel tussen 1907 en 1931.
Des Marez studeerde rechten, filosofie en geschiedenis aan de universiteit van Gent. In 1899 trad hij als adjunctarchivaris in dienst van het Brussels stadsarchief, waar hij in 1907 directeur werd. In 1901 werd hij professor aan de Vrije Universiteit van Brussel. Hij publiceerde op het gebied van de rechtsgeschiedenis en de sociaal-economische geschiedenis. Bekendst was zijn toeristische gids van Brussel.
Samen met Maxime Carton de Wiart en baron Jacques de Dixmude stichtte hij in 1921 de vereniging "De Vrienden van la Cambre", die zich inzette voor het behoud van de Abdij van Terkameren. Aan de gebouwen van de abdij is een gedenksteen aangebracht voor Des Marez.